# Enteropogon coimbatorensis
Enteropogon coimbatorensis är en gräsart som beskrevs av K.K.N.Nair, S.K.Jain och Madhavan Parameswarau Nayar. Enteropogon coimbatorensis ingår i släktet Enteropogon och familjen gräs. Inga underarter finns listade i Catalogue of Life.